# Dietmar Post
Dietmar Post (nacido el 26 de diciembre de 1962 en Espelkamp) es un director y productor de cine. Además, es el director de un sello discográfico.

## Vida
Dietmar Post nació en Espelkamp. Después de graduarse de la escuela secundaria (Söderblom Gymnasium Espelkamp), completó un aprendizaje como impresor. Luego cursó estudios de teatro, cine, televisión y filología española en Berlín (Universidad Libre) y Madrid (Universidad Complutense). Tras finalizar su maestría, vivió y trabajó en Nueva York entre 1995 y 2003. Allí dirigió su primer cortometraje, Bowl of Oatmeal, ⁣ en la Universidad de Nueva York (SCE). El segundo cortometraje, Cloven Hoofed se estrenó en el Festival de Cine de Rotterdam. En 1997 fundó junto a su socia Lucía Palacios la productora Play Loud! Productions, tanto en Nueva York como en Renania del Norte-Westfalia. Desde 2006 Play Loud! Productions también opera como sello discográfico.
En 2008, Dietmar Post y Lucía Palacios recibieron el premio Adolf Grimme (el Óscar alemán) por la película Monks: The Transantlantic Feedback. El DOKfest Múnich escribe que el estilo cinematográfico de Palacios y Post se basa en la representación de múltiples perspectivas y lo logra a través de conversaciones detalladas con los protagonistas. 

Dietmar Post también colabora profesionalmente como interlocutor en los diarios taz y Junge Welt.

## Filmografía (selección como director)
- 1996: Tazón de avena (Estados Unidos) (Título original en inglés: Bowl of Oatmeal)
- 1998: Cloven Hoofed (Estados Unidos, Alemania, España)[3]
- 2002: Reverendo Billy y la Iglesia de Stop Shopping (EE.UU., Alemania, España)
- 2006: Monks: The Transatlantic Feedback (EE.UU., Alemania, España)
- 2009: Klangbad: Vanguardia en los prados (EE.UU., Alemania, España)
- 2010: Faust: Live at Klangbad Festival (EE.UU., Alemania, España)
- 2013: Los colonos del Caudillo (Alemania, España) [4][5]
- 2013: Donna Summer: Hot Stuff (Alemania, EE.UU.)
- 2016: German Pop and Circumstance (Alemania)
- 2018: La causa contra Franco (Alemania, España) [6]

## Premios
- 1996: Festival de Cine UFVA de Filadelfia (Mejor cortometraje: Bowl of Oatmeal)
- 1998: Interfilm Eject de Berlín (3º Premio del Público: Tazón de avena)
- 2003: Festival de Cine Subterráneo de Melbourne (2º Mejor Documental: Reverendo Billy)
- 2004: Festival REC de Tarragona (Premio del Público mejor ópera prima: Reverend Billy)
- 2006: Festival de Cine de Leeds (favorito del público: Monks: The Transatlantic Feedback)
- 2006: Premio de Cine de Hesse (Nominación al mejor documental: Monks: The Transatlantic Feedback)
- 2007: San Francisco, Berlin & Beyond Festival (2º Premio del Público: Monks: The Transatlantic Feedback)
- 2007: Festival de Cine de Würzburg (Premio del Público Mejor Documental: Monks: The Transatlantic Feedback)
- 2007: Milan Doc Festival (Mejor montaje: The Transatlantic Feedback)
- 2008: Premio Adolf Grimme (Mejor guión y mejor dirección: Monks: The Transatlantic Feedback)
- 2014: Festival de Cine Iberoamericano de Nueva Inglaterra (NEFIAC) (Mejor documental: Los colonos del Caudillo)
- 2015: Festival du Cinéma Latino Américain de Montreal (Mejor documental: Los colonos del Caudillo)
- 2016: Nominación al Premio Adolf Grimme (mejor guión y mejores directores) German Pop and Circumstance – Deutsche Pop Zustände
- 2019: Nador Cinema Festival (Grand Prix Documentaire, mejor documental: La causa contra Franco)

## Libros
- 2015: Espelkamp 1969-1999. Entre otras cosas, con el capítulo Centro cultural juvenil, págs. 302-308, edición de Geschichtskreis Espelkamp ISBN 978-3-9817405-0-9
- 2016: Damaged Goods: 150 entradas en la historia del punk. Texto de Dietmar Post "Monks: Black Monk Time". Págs. 13-15, editor Jonas Engelmann. Ventil-Verlag ISBN 978-3-95575-061-9
- 2018: Un ejemplo de la marginación del documental de indagación. Una colección de textos editados por Lucía Palacios y Dietmar Post con aportaciones de Patricia Campelo, Carlos Castresana, Cristóbal Gómez Benito, Christoph Haas, Christoph Hübner, Paco Gómez Nadal, Rafael Poch-de-Feliu, Johanna Pumb, Georg Seeßlen, Kerstin Stutterheim y Juan Zapater. ISBN 978-3-9820036-0-3 [7]
- 2021: Charles Wilp: Kunst im Rausch der Werbung, conversación con Dietmar Post sobre la música de Charles Wilp, págs. 109-111, editora Sandra Abend. Editorial Morisel ISBN 978-3-94391-549-5

## Enlaces web
- Perfil del director Dietmar Post en IMDb
- play loud! productions Página oficial de la productora

- Datos: Q97756